# Aida (Musical)
Aida ist ein Musical in zwei Akten. Die Musik stammt von Elton John, die Texte von Tim Rice nach einer Buchvorlage von Linda Woolverton, Robert Falls und David Henry Hwang. Das Musical basiert lose auf Giuseppe Verdis Oper Aida aus dem Jahr 1871.
1998 feierte das Musical namens Elaborate Lives: The Legend of Aida im Alliance Theatre in Atlanta (USA) Premiere. Ein Jahr später wurde eine überarbeitete Fassung im Cadillac Palace in Chicago uraufgeführt. Die Uraufführung am Broadway fand unter dem Titel Elton John and Tim Rice’s Aida am 23. März 2000 im Palace Theatre statt, wo es bis September 2004 auf dem Spielplan stand.
Neben einer 2006 angelaufenen US-Tournee entstanden internationale Produktionen in Deutschland, der Schweiz, Japan, Südkorea, der Niederlande, Italien und Uruguay. 2008 wurde Aida auf den Philippinen uraufgeführt und eine Tournee führte durch China mit Aufführungen in mehreren Städten, unter anderem in Shanghai und Peking.

## Handlung

### Erster Akt
Die Geschichte beginnt in einem Museum, in dem die Statue der Pharaonin Amneris zum Leben erwacht und die Handlung ins alte Ägypten trägt („Every Story is a Love Story“, dt. „Jede Geschichte handelt von der Liebe“). Als der ägyptische Heerführer Radames von einer Schlacht zurückkehrt („Fortune Favors the Brave“, dt. „Wer viel wagt, der gewinnt“), nimmt er ohne Wissen um deren wahre Identität auch die nubische Prinzessin Aida gefangen („The Past is Another Land“, dt. „Ein fernes Land“) und bewahrt sie vor dem Tod in den Kupferminen. Nachdem er sie als Dienstmädchen zu seiner Verlobten, der Pharaonentochter Amneris, geschickt hat, erfährt er von seinem Vater Zoser, dass der Pharao im Sterben liegt und Radames bald neuer Herrscher Ägyptens sein wird („Another Pyramid“, dt. „Eine Pyramide mehr“). Jedoch weiß Radames nichts von der Tatsache, dass sein Vater selbst den Pharao vergiftet, um ihm zum Thron zu verhelfen.
Mereb, Radames’ nubischer Diener, erkennt in Aida die Tochter des nubischen Königs, verspricht jedoch, ihr Geheimnis zu bewahren, um ihr Leben zu retten („How I Know You“, dt. „Ich kenn dich“). Schließlich wird sie Amneris vorgeführt, die ihre charakterlichen Unsicherheiten mit Stil und Mode zu überdecken weiß („My Strongest Suit“, dt. „Mein Sinn für Stil“).
Nachdem die baldige Hochzeit zwischen Amneris und Radames verkündet wurde, betrauert dieser das Ende seiner Tage als Entdecker („Fortune Favors the Brave (Reprise)“, dt. „Wer viel wagt, der gewinnt (Reprise)“). Er trifft auf Aida, gemeinsam sprechen sie über ihre Träume und Sorgen („Enchantment Passing Through“, dt. „Von einem Traum entführt“). Auch Amneris, beunruhigt von der Krankheit ihres Vaters, findet in Aida eine Ansprechpartnerin („My Strongest Suit (Reprise)“, dt. „Mein Sinn für Stil (Reprise)“). Unterdessen fühlt sich Radames immer mehr von Aida angezogen.
Von Mereb zu einem nubischen Lager gebracht, wird Aida von ihrem Volk gebeten, sie zu führen („Dance of the Robe“, dt. „Manteltanz“), woraufhin sie Radames anfleht, ihnen zu helfen („Not Me“, dt. „Nicht ich, ich nicht“). Als er ihr seine Liebe gesteht, gibt auch Aida ihren Gefühlen für Radames nach („Elaborate Lives“, dt. „Durch das Dunkel der Welt“). Kurz darauf trifft jedoch die Nachricht von der Gefangennahme des nubischen Königs Amonasro, Aidas Vater, ein. Von Radames allein gelassen, versichert sie ihrem Volk, dass Nubien weiterhin bestehen wird („The Gods Love Nubia“, dt. „Die Sonne Nubiens“).

### Zweiter Akt
Die Geschichte nimmt einen tragischen Lauf zwischen Liebe und politischer Pflicht („A Step Too Far“, dt. „Einen Schritt zu weit“). Mit Merebs Hilfe gelangt Aida in die Zelle ihres Vaters, woraufhin der Plan entsteht, ihn während Amneris’ und Radames’ Hochzeitszeremonie zu befreien. Aida steht somit zwischen ihrem Vater und dem Mann, den sie liebt („Easy as Life“, dt. „So einfach - so schwer“).
Als Radames’ Vater ihn auf die Affäre anspricht und verdeutlicht, dass dies ihn den Thron kosten könnte, erklärt sein Sohn, er könne seinen Ehrgeiz nicht mehr teilen („Like Father, Like Son“, dt. „Wie Vater, so Sohn“). Daraufhin befiehlt Zoser, Aida zu finden und zu töten.
Durch einen Brief erfährt Aida von Radames’ Bedauern über sein Verhalten gegenüber der Gefangennahme ihres Vaters („Radames’ Letter“, dt. „Radames’ Brief“), als ägyptische Soldaten im Lager auftauchen. Nachdem eine andere Nubierin, Nehebka, ihr Leben für die Prinzessin opfert, entschließt diese sich, ihn für immer zu verlassen und dies von Mereb ausrichten zu lassen („How I Know You (Reprise)“, dt. „Ich kann Dich nicht verstehen (Reprise: Ich kenn Dich)“). Radames jedoch berichtet ihr, er habe die Hochzeit absagen lassen. In dem Wissen, dass dies die Flucht ihres Vaters verhindern würde, überzeugt sie ihn dennoch, Amneris zu heiraten („Written in the Stars“, dt. „Sind die Sterne gegen uns?“) und ihr ein Boot für die Flucht bereitzustellen. Was sie nicht wissen, ist, dass Amneris das gesamte Gespräch verfolgen konnte, und nun erkennen muss, dass ihre Hochzeit nichts als Schwindel ist („I Know the Truth“, dt. „Die Wahrheit“).
Die Hochzeit wird von der Nachricht über Amonasros Entkommen unterbrochen und Radames erfährt von Aidas wahrer Identität. Am Hafen wird Mereb von Zoser ermordet, woraufhin Radames die Flucht des nubischen Königs ermöglicht. Aida und Radames werden gefangen genommen, auf Hochverrat angeklagt und vom Pharao dazu verurteilt, lebendig begraben zu werden. Als zukünftige Pharaonin überzeugt Amneris ihren Vater, angesichts der Menschen, die sie liebt, die beiden in derselben Grabkammer sterben zu lassen.
Angesichts des Todes („Elaborate Lives (Reprise)“, dt. „Durch das Dunkel der Welt (Reprise)“), mit immer weniger Luft und Licht („Enchantment Passing Through (Reprise)“, dt. „Von einem Traum entführt (Reprise)“), schwört Radames, Aida bis in alle Ewigkeit zu suchen und irgendwann zu finden.
Die Hauptbotschaft des Musicals ist, dass die Liebe die Zeit besiegt. Sowohl die erste als auch die letzte Szene zeigt zwei Menschen, die sich in einem ägyptischen Museum begegnen. Jedoch wird dem Zuschauer erst am Ende bewusst, dass dies Aida und Radames sind, die sich in einem neuen Leben vor ihrer ehemaligen Grabkammer wiederfinden („Every Story is a Love Story (Reprise)“, dt. „Jede Geschichte handelt von der Liebe (Reprise)“).

## Titelliste
| Erster Akt - „Every Story is a Love Story“ / „Jede Geschichte handelt von der Liebe“ – Amneris - „Fortune Favors the Brave“ / „Wer viel wagt, der gewinnt“ – Radames und Soldaten - „The Past is Another Land“ / „Ein fernes Land“ – Aida - „Another Pyramid“ / „Eine Pyramide mehr“ – Zoser und Minister - „How I Know You“ / „Ich kenn dich“ – Mereb und Aida - „My Strongest Suit“ / „Mein Sinn für Stil“ – Amneris und Frauen des Palastes - „Fortune Favors the Brave“ (Reprise) / „Wer viel wagt, der gewinnt (Reprise)“ – Radames - „Halfway to Heaven“ / „Von einem Traum entführt“ – Radames und Aida - „My Strongest Suit“ (Reprise) / „Sinn für Stil (Reprise)“ – Amneris und Aida - „Dance of the Robe“ / „Manteltanz“ – Aida, Nehebka und Nubier - „Not me“ / „Nicht ich, ich nicht“ – Radames, Mereb, Aida und Amneris - „Elaborate Lives“ / „Durch das Dunkel der Welt“ – Radames und Aida - „The Gods Love Nubia“ / „Die Sonne Nubiens“ – Aida, Nehebka und Nubier | Zweiter Akt - „A Step too Far“ / „Einen Schritt zu weit“ – Amneris, Radames und Aida - „Easy as Life“ / „So einfach - so schwer“ – Aida - „Like Father, Like Son“ / „Wie Vater, so Sohn“ – Zoser, Radames und Minister - „Radames' Letter“ / „Radames’ Brief“ – Radames - „How I Know You“ (Reprise) / „Ich kann Dich nicht verstehen (Reprise: Ich kenn Dich)“ – Mereb - „Written in the Stars“ / „Sind die Sterne gegen uns?“ – Aida und Radames - „I Know the Truth“ / „Die Wahrheit“ – Amneris - „Elaborate Lives“ Reprise / „Durch das Dunkel der Welt (Reprise)“ – Aida und Radames - „Halfway to Heaven“ (Reprise) / „Von einem Traum entführt (Reprise)“ – Aida und Radames - „Every Story is a Love Story“ (Reprise) / „Jede Geschichte handelt von der Liebe (Reprise)“ – Amneris |

## Auszeichnungen

### Tony Award
- Tony Award für die Beste Originalmusik (Elton John, Tim Rice)
- Tony Award für die Beste Hauptdarstellerin in einem Musical (Heather Headley)
- Tony Award für das Beste Szenendesign (Bob Crowley)
- Tony Award für das Beste Lichtdesign (Natasha Katz)
- nominiert für den Tony Award für das Beste Kostümdesign (Bob Crowley)

### Weitere Preise
- Drama Desk Award für die Beste Hauptdarstellerin in einem Musical (Heather Headley)
- Grammy Award für den Besten Musicalsoundtrack (Original Broadway Cast Recording, Elton John, Tim Rice)

## Deutschsprachige Produktionen

### Deutschland
In Deutschland war das Musical in deutscher Fassung von Michael Kunze zwischen Oktober 2003 und Juli 2005 in deutscher Erstaufführung der Stage Holding im Essener Colosseum Theater zu sehen. Die Hauptrollen der Deutschland-Premiere wurden mit Florence Kasumba (Aida), Mathias Edenborn (Radames) und Maricel (Amneris) besetzt,
die auch auf der Original CD-Aufnahme zu hören sind.
Vom 19. November 2005 bis 15. Januar 2006 fand die erste deutschsprachige Tournee-Aufführung des Stückes im Deutschen Theater in München statt. Für die auf ein Jahr angesetzte Tournee durch den deutschen Sprachraum wurden das Buch und das Bühnenbild von Bob Crowley aufwändig bearbeitet. 2006 war die Produktion in Deutschland in Niedernhausen, Bremen, Berlin und Leipzig zu sehen. Von März bis Mai 2007 wurde das Stück erneut im Deutschen Theater in München gespielt.
Im Sommer 2009 wurde Aida auf der Freilichtbühne Tecklenburg in Tecklenburg aufgeführt.
Bei den Clingenburg Festspielen in Klingenberg am Main wurde AIDA – Das Musical vom 22. Juni bis 31. Juli 2011 aufgeführt.
Im Staatstheater Darmstadt wurde das Musical in der Spielzeit 2011/2012 gegeben (Premiere 10. September 2011).
Seit der Premiere am 10. September 2011 hatte auch das Opernhaus Chemnitz dieses Musical, unter anderem mit Judith Lefeber, Christian Alexander Müller, Bettina Mönch, Maricel und Michael Heller, bis Juni 2014 im Repertoire.
Vom 22. März bis zum 28. Dezember 2013 wurde das Musical im Theater Nordhausen mit Femke Soetenga, Nyassa Alberta, Patrick Stanke u. a. aufgeführt.
Außerdem war es bei den Burgfestspielen in Jagsthausen zu sehen. 2014 und 2015 wurde das Musical mit Isata Kamara in der Titelrolle im Gloria-Theater Bad Säckingen gespielt.
2014 war es im Fabriktheater Wettringen, in der Hermann-Kimling-Halle Östringen sowie in der Stadthalle Leonberg zu sehen.
Das Kolping Musiktheater führte das Musical im Februar 2017 im CCS Schwäbisch Gmünd auf. In den Hauptrollen waren Catherine Chikosi, Kim-David Hammann und Fawn Arnold zu sehen.

### Schweiz
- Vom 19. März bis 28. Mai 2006 wurde Aida im Musical Theater in Basel aufgeführt.
- Vom 8. Juli bis 28. August 2014 wurde Aida durch die Thunerseespiele in Thun aufgeführt

### Österreich
- Vom 27. Januar bis 4. März 2007 wurde Aida im neuen Festspielhaus in Bregenz aufgeführt.
- Vom 3. Juli bis 27. Juli 2008 wurde Aida auf der Wörtherseebühne in Klagenfurt aufgeführt.
- Vom 23. Juli bis 16. August 2008 wurde Aida im Zuge des Musical Sommer Amstetten in Amstetten aufgeführt.
- Vom 22. Juli bis 13. August 2011 wurde Aida als Open Air Inszenierung auf der Felsenbühne Staatz in Niederösterreich aufgeführt.

### Liechtenstein
- Vom 18. August bis 20. Oktober 2012 wurde Aida im Gemeindesaal in Balzers aufgeführt.

## Verfilmung
Anhand eines Kinderbuchs von Leontyne Price zu Verdis Oper arbeitete die Walt Disney Company einige Zeit lang an einem Zeichentrickfilm. Die dort vorhandenen Ansätze dienten als Quellen für das Broadwaymusical.
Im Jahr 2008 gab es Gerüchte über einen von Disney produzierten Spielfilm zu Aida. Für die Titelrolle war Beyoncé Knowles im Gespräch, die Rolle der Amneris sollte Christina Aguilera angeboten worden sein.

## Darsteller

### Besetzung der deutschen Produktionen
| Charakter | Colosseum Theater 2003–2005 | Tournee 2005–2006  | Freilichtbühne Tecklenburg 2009 | Staatstheater Darmstadt 2011/2012 | Opernhaus Chemnitz 2011–2014         | Theater Nordhausen 2013 | Jagsthausen 2014–2015 |
| --------- | --------------------------- | ------------------ | ------------------------------- | --------------------------------- | ------------------------------------ | ----------------------- | --------------------- |
| Aida      | Florence Kasumba            | Ana Milva Gomes    | Zodwa Selele                    | Dominique Aref                    | Judith Lefeber                       | Nyassa Alberta          | Jessica Mears         |
| Radames   | Mathias Edenborn            | Bernhard Forcher   | Patrick Stanke                  | Christopher Murray                | Christian Alexander Müller           | Patrick Stanke          | Dominik Bopp          |
| Amneris   | Maricel Wölk                | Bettina Mönch      | Willemijn Verkaik               | Sigrid Brandstetter               | Bettina Mönch                        | Femke Soetenga          | Asita Djavadi         |
| Zoser     | Kristian Vetter             | Kristian Vetter    | Marc Clear                      | Randy Diamond                     | Steffen Friedrich                    | Kristian Vetter         | Olaf Paschner         |
| Mereb     | Joel Karie                  | Marlon David Henry | Thada Suanduanchai              | Andreas Wagner                    | Michael Heller                       | Marian Kalus            | Omar Gueye            |
| Nehebka   | Ana Milva Gomes             | Zodwa Selele       | Milica Jovanović                | Sarah Rögner                      | Claudia Müller (Musicaldarstellerin) | Anja Daniela Wagner     | Nina Baukus           |
| Pharao    | Daniel White                | Lutz Ulrich Flöth  | Ansgar Schäfer                  | Hans-Joachim Porcher              | Thomas Mäthger                       | Uta Haase               | Thomas Ney            |
| Amonasro  |                             | Ronald Mkwanazi    | Mario Mariano                   | Malte Godglück                    | Roland Glass                         | Marvin Scott            | Melvin Edmondson      |

### Besetzung der Großen Produktionen
| Character | Atlanta (1998)                 | Broadway (2000)   | Tournee (2001)    | Tournee (2006)         | Den Haag (2023)            |
| --------- | ------------------------------ | ----------------- | ----------------- | ---------------------- | -------------------------- |
| Aida      | Heather Headley                | Heather Headley   | Lisa Simone       | Marja Harmon           | Gaia Aikman                |
| Radames   | Hank Stratton                  | Adam Pascal       | Patrick Cassidy   | Casey Elliott          | Naidjim Severina           |
| Amneris   | Sherie Rene Scott              | Sherie Rene Scott | Kelli Fournier    | Leah Allers            | April Darby                |
| Zoser     | Rich Hebert                    | John Hickok       | Neal Benari       | DJ Rudd                | Robin van den Akker        |
| Mereb     | Scott Irby-Rannier (as Nekhen) | Damian Perkins    | Eric L. Christian | Dane Harrington Joseph | Qshans Thode               |
| Nehebka   | Mary Bentley-LaMar             | Schele Williams   | Merle Dandridge   | Ebony Blake            | Terra Luna Urbach          |
| Pharao    | Neal Benari                    | Daniel Oreskes    | Mark LaMura       | Michael Johnson        | Jermaine Faber             |
| Amonasro  | Roger Robinson                 | Tyrees Allen      | Jerald Vincent    | Edward C. Smith        | Joanne Telesford (Kandake) |